# 2022년 울진-삼척 산불
2022년 울진-삼척 산불은 2022년 3월 4일부터 3월 13일까지 발생한 방화로 인한 대형 산불이다.

## 원인
최초 발화 지점에서 차량이 3대 지나간 후 산불이 발생했기 때문에 담뱃불로 인한 실화로 추정되며, 아직까지 방화범은 잡히지 않았다.

## 기부단체
- 희망브릿지 : 산불 발생 직후 긴급 구호를 위한 상황 파악을 위해 현장 출동을 하였고, 비상근무체제에 돌입하여 정부부처 및 자치단체와 긴밀히 협조 중에 있다.
- 국제구호개발 NGO 굿피플 : 생필품, 비상식량, 방역물품 등 약 1억 원 규모의 1차적으로 구호 물품을 지원하고, 긴급구호 캠페인 통해 추가적인 지원방안 모색할 예정이다.[1]

## 같이 보기
- 2019년 강원도 산불
- 2022년 동해안 산불